# Нижний замок (Вильнюс)
Нижний замок (лит. Lietuvos valdovų rūmai, пол. Zamek Dolny) — часть виленского замкового комплекса, расположенная у подошвы Замковой горы. Включала дворец правителей, собор Святого Станислава, епископский дворец, здание трибунала и арсенал. До нашего времени сохранились только фрагменты старого собора (частично перестроили в период 1798-1802 гг.,) с колокольней, надстроенной из замковой башни, и арсенал XVIII века, где выставлена основная экспозиция Национального музея Литвы. Великокняжеский дворец, снесённый в 1801 году, воссоздан по старинным изображениям в 2002—2016 гг.

## История
Хотя раскопками у подножия Замковой горы обнаружены следы каменных строений XIV века, первые достоверные сведения о Нижнем замке относится к концу правления Витовта. Вероятно, готовясь к коронации в качестве короля Литвы, он затевает (после пожара 1419 года) строительство резиденции, соответствующей этому статусу. Дворец Витовта представлял собой двухэтажное здание на подклете. В конце XV века дворец был капитально отремонтирован и обновлён для проживания великого князя Александра Казимировича и его супруги Елены Ивановны.

В XVI веке готический дворец несколько раз перестраивается в соответствии с веяниями итальянского ренессанса. Здание приобрело вид из двух букв "Г". Большая часть, которая смотрит на современную Швентагарио улицу, располагалась резиндеция польского короля, в остальной части- королевы. Здание также имело проход в собор на втором этаже (Сохранился лишь след на фасаде кафедрального собора). При Сигизмунде Старом были возведены новое крыло и надстроен третий этаж. Вероятно, эти работы курировал Бартоломео Берреччи, известный сегодня по работам в Кракове. Более капитальная перестройка приходится на вторую половину века. В начале XVII века интерьеры были переделаны в стиле барокко (при участии приглашённых Маттео Кастелло и Джакопо Тенкалла). В 1634 г. итальянцы поставили здесь первую оперу на территории великого княжества Литовского. 
После шестилетней оккупации Вильны русскими войсками (1655—1661) дворец остался в развалинах и был на 150 лет заброшен. Когда город вошёл в состав Российской империи (1795), царские власти распорядились снести неприглядные руины. Разборка дворцового ансамбля была завершена в 1801 году. На его месте построил свой дом еврейский купец Авраам Шлосберг. Во время Второй мировой войны здесь находилась штаб-квартира немецкого командования, а в советское время — дом пионеров.

## Воссоздание дворца правителей
В конце 1980-х гг. на территории Нижнего замка были организованы археологические исследования, в ходе которых были найдены остатки мозаики, плитки полов и печей. На месте дворца великих князей был вскрыт 6-8 метровый, богатый археологическими находками, культурный слой. В 1990-е гг. обсуждалось три варианта дальнейших действий: закопать фундаменты дворца; оставить их на всеобщее обозрение, накрыв современными конструкциями; воссоздать разобранный два столетия назад дворец — символ литовской государственности. После долгих обсуждений правительство остановилось на третьем варианте.
Воссоздание дворца великих князей литовских — самый масштабный реставрационный проект в независимой Литве. Это третий по счету замок времён великого княжества, полностью воссозданный на территории Литвы (после Биржайского и Тракайского замков). В 2000 году парламент Литовской Республики принял закон о воссоздании дворца и его назначении. В 2002 году начались работы по восстановлению дворца правителей (как его принято теперь называть на литовском). Завершить строительство планировалось к празднованию тысячелетия Литвы в 2009 году, однако работы затянулись до 2016 года.
В музее Дворца правителей с февраля 2009 действует группа по реставрационному уходу, большая часть которой представлена центром исследования замков «Литовские замки». Главная задача — сохранение археологических находок, обнаруженных на территории, их консервация и реставрация. Также проводится предварительная консервация — подготовка экспонатов для хранения и экспозиции, обеспечение необходимых условий хранения, подготовка к транспортировке при организации выездных выставок. Работа реставраторов координируется и оценивается реставрационным советом музея.

## Музей
С 2013 года два из четырёх корпусов дворца были открыты для посещения. Внутри размещается часть экспонатов Национального музея Литвы, проводятся выставки и конференции. Действуют постоянные экспозиции исторического развития дворца, экспозиции готических интерьеров, интерьеров в стиле ренессанса и раннего барокко; представлено большое количество археологических находок, свидетельствующих о начальном периоде существования литовского государства. 
Музей является демонстрационной площадкой работ археологов и реставраторов, продолжающих поиски и восстановление предметов старины. В музее консервируются и реставрируются археологические находки из различных материалов и к каждой из них индивидуальный подход. Проводятся разносторонние исследования находок: часть исследований проводится специалистами музея, часть — при помощи других учреждений. Металлические находки консервируются, реставрируются и подготавливаются для хранения и экспозиции. При необходимости выполняется их качественный микрохимический анализ, рентгенографические исследования, помогающие установить состав сплава, идентифицировать покрытие, оценить степень разрушения и т. д.
В 2003 году создана дендрохронологическая лаборатория, в которой определяется возраст найденной древесины.
Консервируются и реставрируются керамические, стеклянные, янтарные находки.
При сотрудничестве реставраторов музея с другими учреждениями и организациями выполняются химические, технологические, искусствоведческие исследования керамических и стеклянных находок, идентифицируются составы глиняной массы, глазури, растворов, особенности их производства. Данные исследования особенно пригодились в воссоздании изразцовых печей. В лаборатории выполняются исследования кожаных находок, идентифицируется вид кожи животного, из которого изготовлено изделие.